# Mokrenșciîna, Cerneahiv
Mokrenșciîna (în ucraineană Мокренщина) este un sat în comuna Pekarșciîna din raionul Cerneahiv, regiunea Jîtomîr, Ucraina.

## Demografie
Componența lingvistică a localității Mokrenșciîna
     Ucraineană (98,71%)
     Alte limbi (1,3%)
Conform recensământului din 2001, majoritatea populației localității Mokrenșciîna era vorbitoare de ucraineană (98,71%), existând în minoritate și vorbitori de alte limbi.